# Kutschendorf
Kutschendorf ist ein Gemeindeteil von Birgland im Landkreis Amberg-Sulzbach in der bayerischen Oberpfalz.

## Geografie
Die Einöde im Norden des Oberpfälzer Jura ist einer von 42 amtlich benannten Gemeindeteilen der Gemeinde Birgland im westlichen Teil der Oberpfalz. Das auf einer Höhe von 473 m ü. NHN gelegene Kutschendorf ist etwa sechs Kilometer von dem südöstlich liegenden Pfarrdorf Illschwang entfernt, in dem die Birglander Gemeindeverwaltung ihren Sitz hat.

## Geschichte

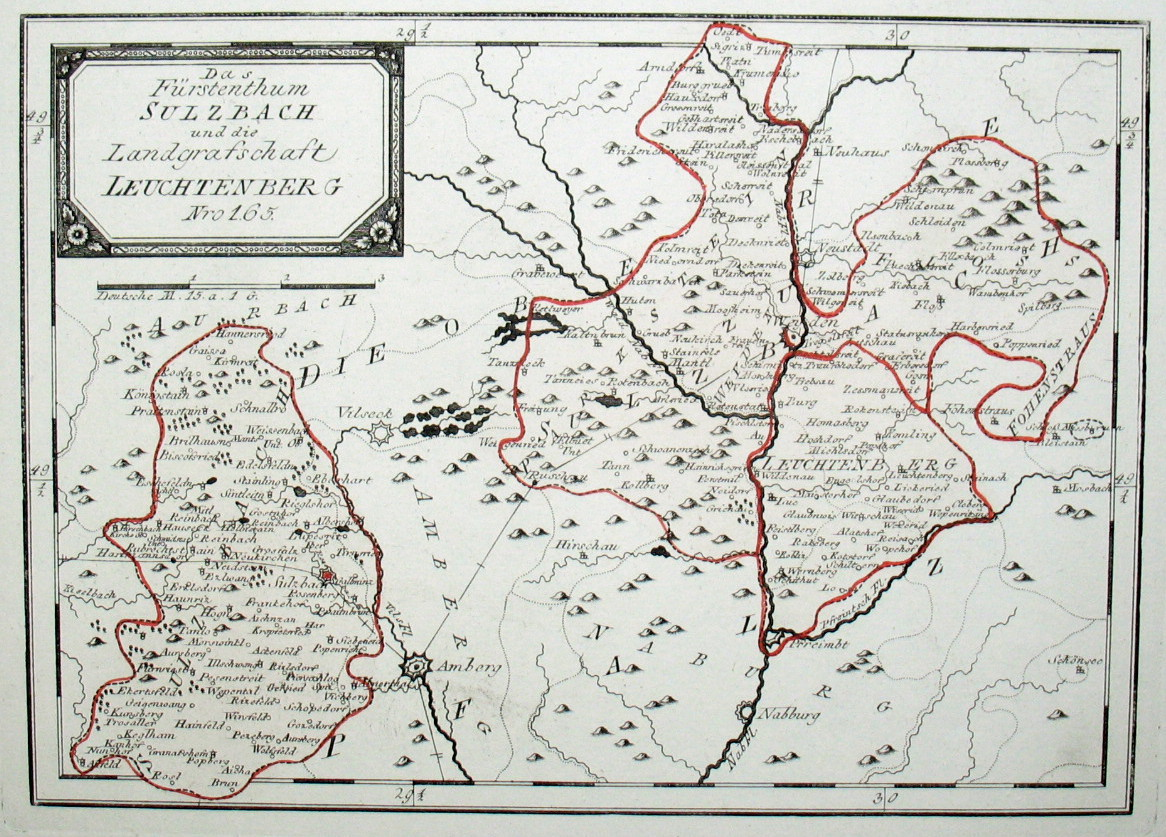
Das Territorium des Herzogtums Sulzbach mit dem Gebiet des Landrichteramtes Sulzbach im Südwesten

Zum Ende des Heiligen Römischen Reiches unterstand die bis 1777 kurpfälzische Einöde der Landeshoheit des Kurfürstentums Pfalzbaiern. Sie gehörte dabei zum Landrichteramt Sulzbach, dem südwestlichen Teil des wittelsbachischen Herzogtums Sulzbach. Im Rahmen des im Herzogtum Sulzbach seit 1652 geltenden Simultaneums waren sowohl die evangelischen als auch die katholischen Einwohner des damals aus zwei Anwesen bestehenden Ortes nach Illschwang gepfarrt.
Durch die Verwaltungsreformen zu Beginn des 19. Jahrhunderts im Königreich Bayern wurde Kutschendorf mit dem Zweiten Gemeindeedikt im Jahr 1818 ein Bestandteil der Ruralgemeinde Fürnried. Im Zuge der Gebietsreform in Bayern wurde Kutschendorf zusammen mit dem größten Teil der Gemeinde Fürnried am 1. Juli 1972 in die sechs Monate vorher gebildete Flächengemeinde Birgland eingegliedert.

## Verkehr
Eine von Sunzendorf kommende Gemeindeverbindungsstraße durchquert den Ort und führt weiter nach Tannlohe bzw. zum Weigendorf er Gemeindeteil Högen. Der ÖPNV bedient die Einöde an einer Haltestelle der Buslinie 76 des VGN. Der am schnellsten erreichbare Bahnhof befindet sich in Sulzbach-Rosenberg an der Bahnstrecke Nürnberg–Schwandorf.